# Phố đi bộ Danube
Phố đi bộ Danube (tiếng Hungary: Dunakorzó) nằm ở phía đông của Budapest, Hungary. Đây là con đường đi bộ nằm ở bờ trái sông Danube, kéo dài từ cầu Széchenyi đến cầu Erzsébet.

## Lịch sử
Từ giữa thế kỷ 19, trung tâm thành phố đã phát triển nhanh chóng. Ở bờ trái dòng sông Danube, rất nhiều khách sạn bắt đầu mọc lên. Một số khách sạn nổi tiếng: Hungária, Bristol (Duna Szálló), Carlton, và Ritz (Duna palota). Trong số đó chỉ có Bristol còn tồn tại sau Thế chiến II, nhưng cuối cùng rồi cũng bị phá bỏ vào năm 1969. Trước các khách sạn, một lối đi dạo đã hình thành mà sau này được gọi là Dunakorzó

## Dọc theo lối đi dạo
Cuối phía nam của phố đi dạo là Quảng trường Március 15, đây là nơi trưng bày tàn tích của pháo đài La Mã, Contra-Aquincum, bên ngoài của Nhà thờ Giáo xứ Nội thành ẩn chứa một quá khứ đầy màu sắc: nhà thờ được xây dựng như một vương cung thánh đường La Mã và sau này nơi đây được sử dụng như một nhà thờ Hồi giáo trong sự chiếm đóng của Thổ Nhĩ Kỳ và cuối cùng đã được trùng tu theo phong cách Baroque vào thế kỷ 18.
Chính giữa của phố đi bộ là Quảng trường Vigadó, nơi tọa lạc của Phòng hòa nhạc Vigadó rất nổi tiếng.
Ở phía cuối của con phố, bạn có thể tìm thấy Cung điện Gresham và Viện Hàn lâm Khoa học Hungary.

### Các tòa nhà và địa danh quan trọng xung quanh phố đi bộ
- Contra-Aquincum, một pháo đài La Mã thế kỷ 4 bên cạnh Cầu Erzsébet
- Nhà thờ Giáo xứ Nội thành
- Phòng hòa nhạc Vigadó
- Cung điện Gresham
- Học viện Khoa học Hungary bên cạnh Cầu Széchenyi

### Tượng đài
- István Széchenyi - gần Học viện Khoa học Hungary
- József Eötvös - tác phẩm của nhà điêu khắc Huszár Adolf sáng tác năm 1879
- Đài tưởng niệm thủy thủ Hungary
- Mihály Vörösmarty
- William Shakespeare
- Petőfi Sándor

## Một số hình ảnh

Một số di tích quan trọng
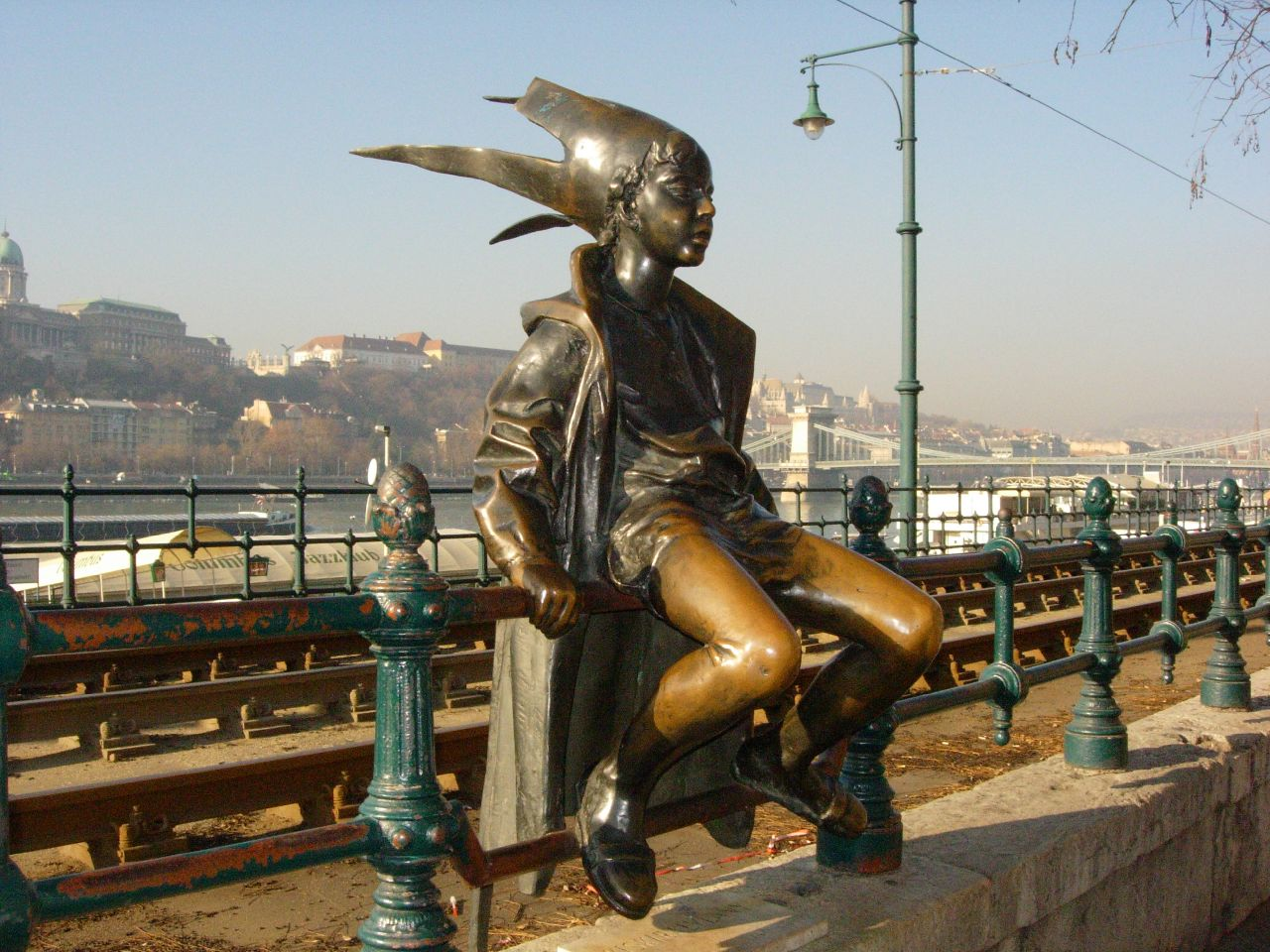
Tượng Công chúa nhỏ
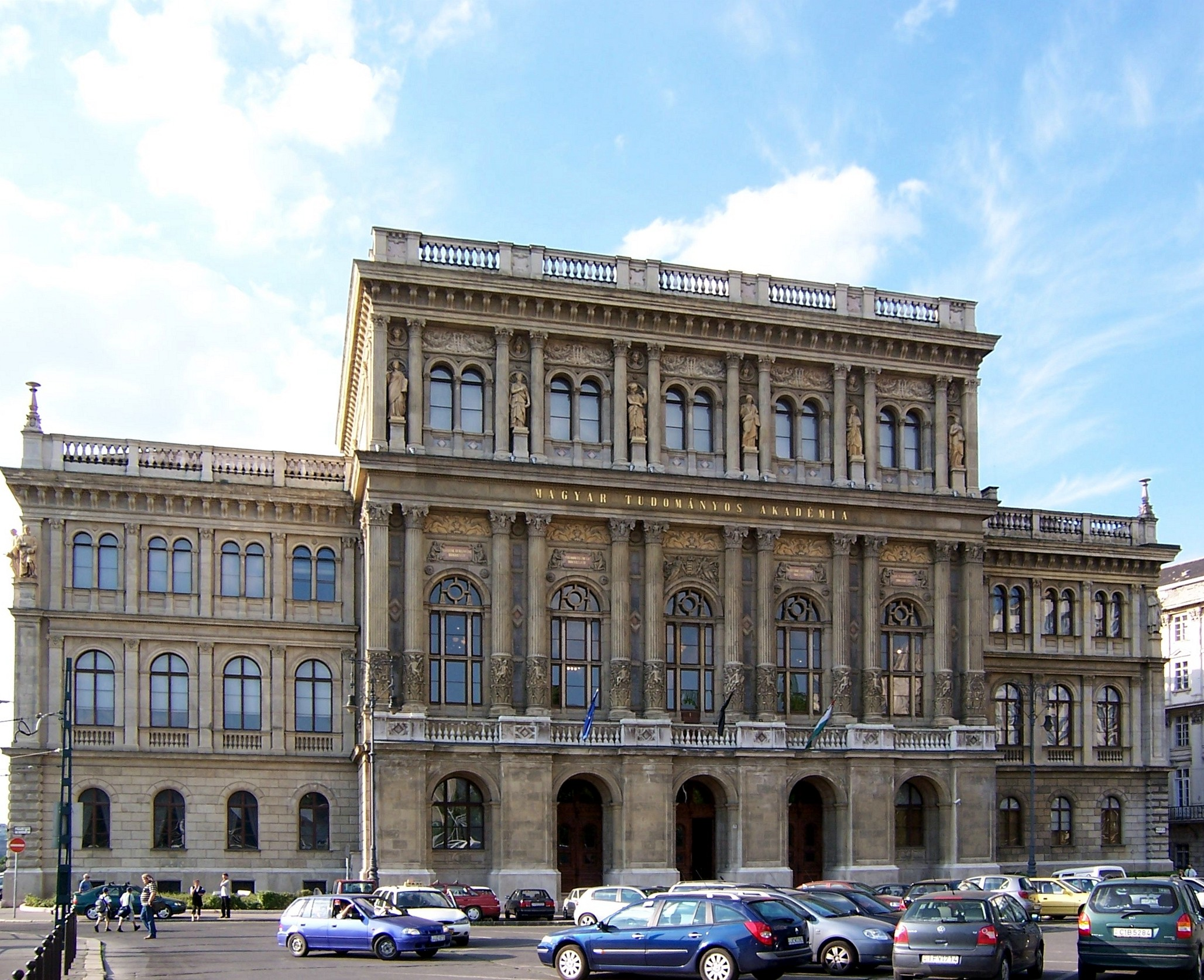
Viện hàn lâm khoa học Hungary
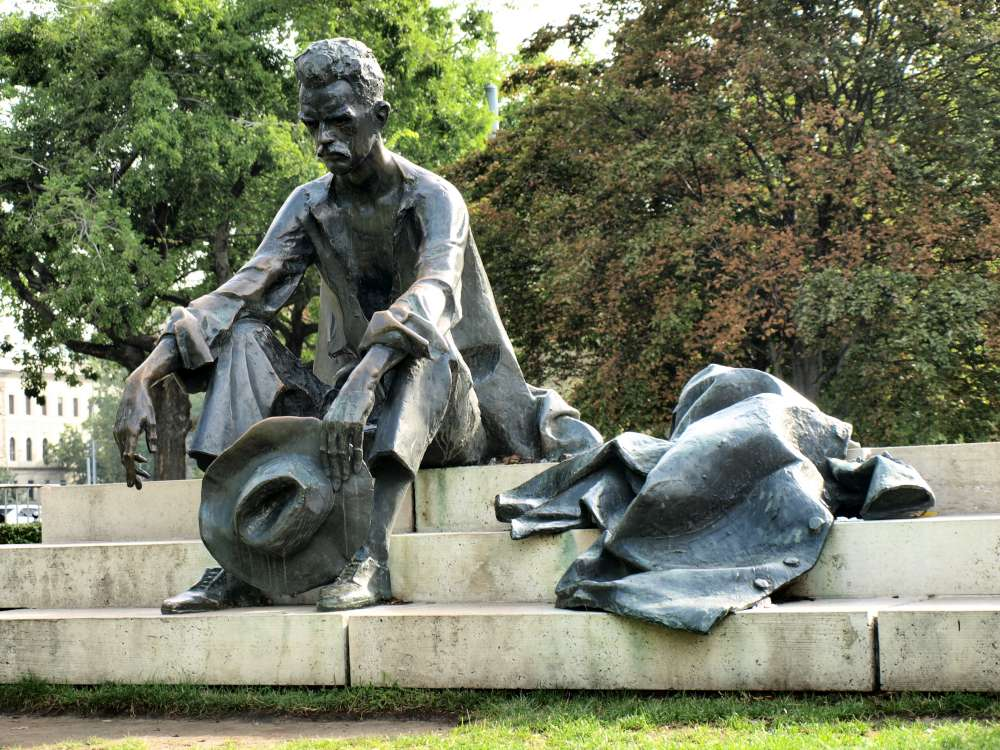
Tượng Attila József

### Bản đồ
- Bản đồ Google
- Google Map